# Pálffyho palác (Bratislava, Panská)
Pálffyovský palác (slovensky Pálfiho, dříve též Pálffyho palác) je pozdně klasicistní městský palác na Panské ulici v centru Bratislavy na jižním okraji Starého Města v Panské ulici poblíž Hviezdoslavova náměstí v okrese Bratislava I. Někdy bývá zaměňován s Pálffyho palácem ve Ventúrské ulici.

## Historie
Od roku 1715 byl palác v držení rodiny Pálffyů, dědičných bratislavských županů. Byl několikrát přestavovaný, naposledy v polovině 19. století pro Jana Františka Pálffyho (1829–1908), bratislavského župana v pozdně klasicistním slohu.
Při rekonstrukčních pracích v letech 1981–1987 odhalil archeologický výzkum kromě dalších významných nálezů také základy románského zděného domu z počátku 13. století a unikátní gotický palác zřejmě z poloviny 14. století, jehož fragmenty jsou dodnes patrné.
Po náročné památkové obnově dostala palác v roce 1988 do užívání Galéria mesta Bratislavy.

## Galerie

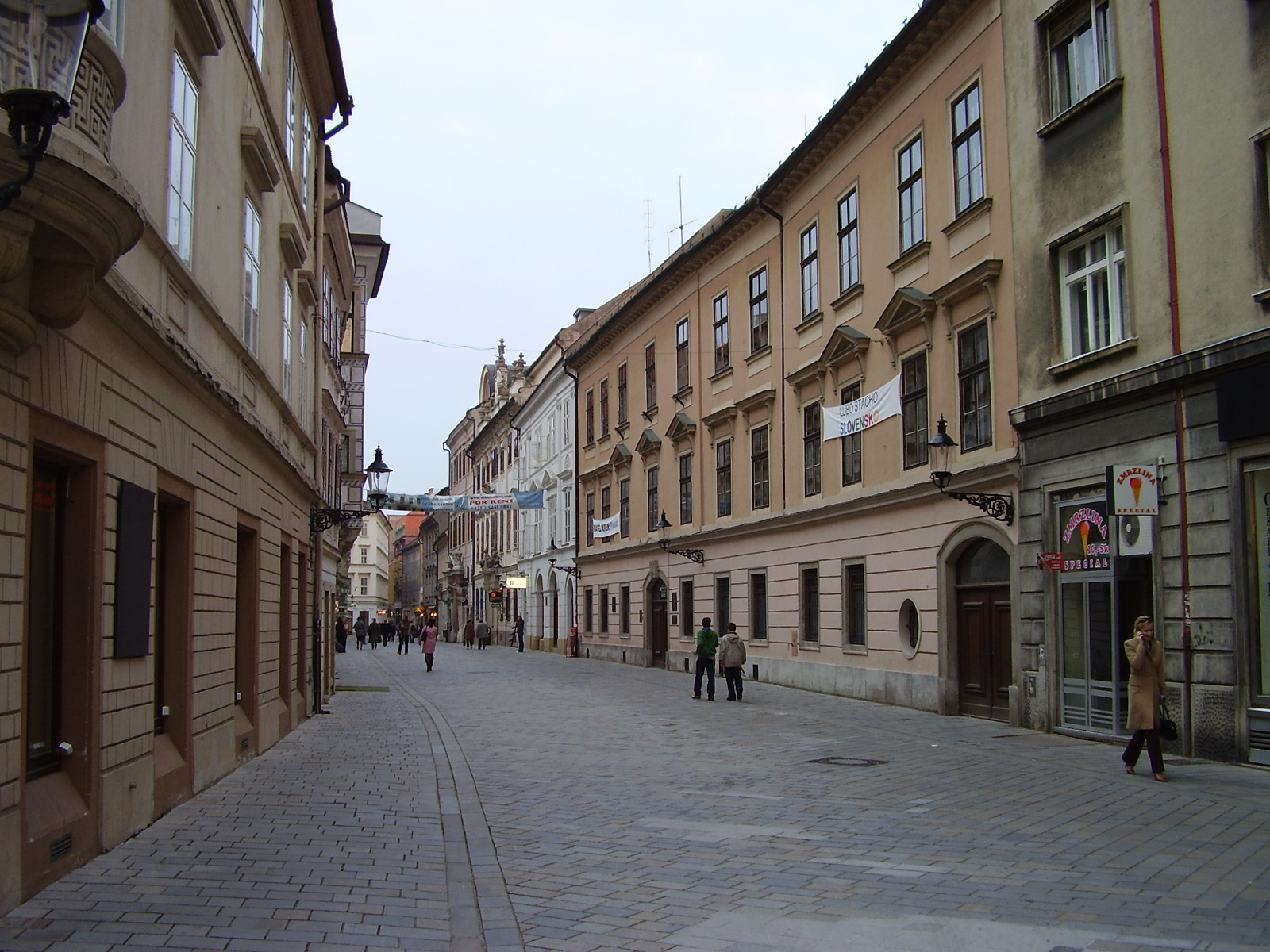
Pohled na palác
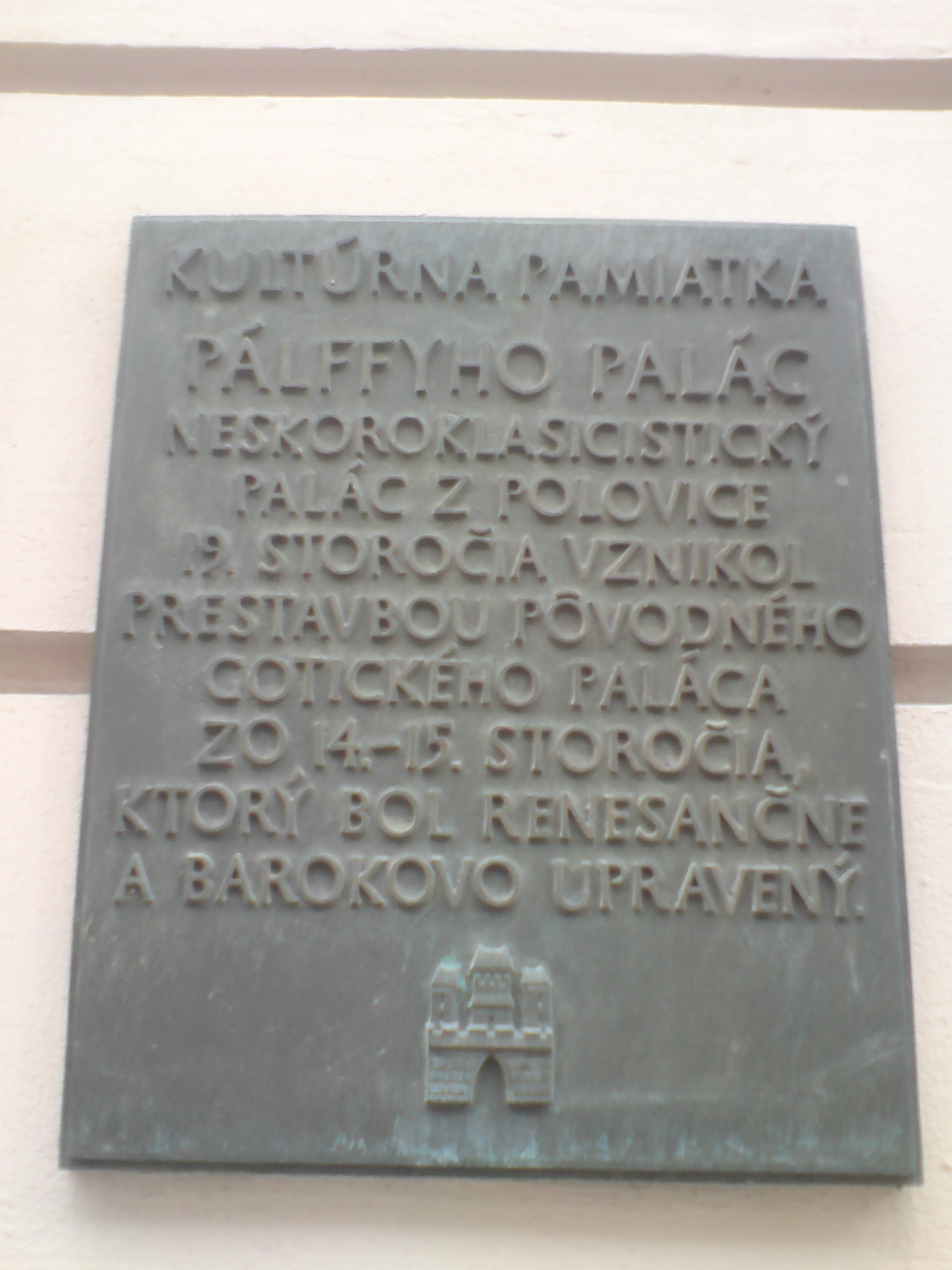
Informační deska na Pálffyho paláci